# متحف هنرييت باثيلي النسائي

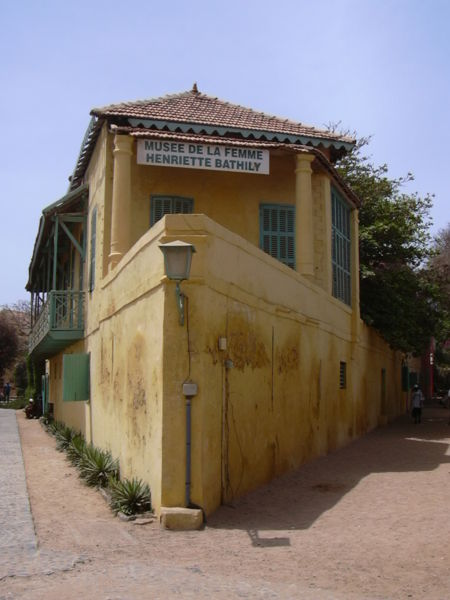
المنزل السابق لفيكتوريا ألبيس.

متحف هنريت باثيلي النسائي (بالفرنسية: Musée de la Femme Henriette-Bathily) هو متحف يقع في جزيرة غوريه، إحدى الجزر على ساحل السنغال، مقابل متحف بيت العبيد. انتقل المتحف في مايو 2015 إلى داكار في كورنيش الغرب في مكان لإحياء ذكرى الأفارقة المشرّدين. ابتكر فكرة المشروع المخرج أوسمان وليام مباي في عام 1987، وافتُتح المتحف في عام 1994 تحت إشراف أنيت مباي دي إرنفيل.
سُمي المتحف على اسم هنريت باثيلي، مديرة شركة باليه وداعمة للفنانات الأفريقيات، ويهدف إلى توجيه الانتباه المتزايد إلى الأدوار المهمة التي تلعبها النساء في المجتمع السنغالي، بما في ذلك أدوارهن الاجتماعية في المجتمع ومكانهن في الطقوس الدينية والفن.

## المجموعات
كان يوجد مستويين داخل هذا المبني المُنشأ عام 1777م خلال فترة الاستعمار الفرنسي، بعد أن كان ينتمي إلى العائلة الثرية فيكتوريا ألبيس. كان المنزل حتى عام 1962 ملكًا لعائلة أنجراند، ولا سيما أرماند بيير أنجراند، سليل سنجار، والكاتب، وعمدة جزيرة غوريه، وأول عمدة ذو بشرة سوداء في داكار في عام 1936.
تشمل معروضات المتحف أشياء شائعة من الفترة الاستعمارية، وأدوات زراعية، وآلات موسيقية، وبعض مشغولات الفخار، وسلال، بالإضافة إلى صور فوتوغرافية تتيح فهمًا أفضل للحياة اليومية للمرأة في البلاد. كما يخلد المتحف الشخصيات البارزة في تحرير المرأة السنغالية مثل الروائية أميناتا سو فال. كان المبنى أيضًا محكمة في السابق، ثم متحف المعهد الأساسي لإفريقيا السوداء الذي خلفته المؤسسة الفرنسية للإفريقيا السوداءءفي عام 1966.

## الأنشطة
تُنظم ورش عمل بالمتحف، وتجمع نساء الجزيرة هناك للعمل معًا أو لمتابعة دورات محو الأمية أو لتلقي التدريب الحرفي مثل صباغة القماش أو الباتيك أو النسيج أو الرسم على الزجاج أو التطريز التقليدي.
كما توجد مشاريع مخصصة تستهدف النساء ذوات الإعاقة.

## المرافق الأخرى
يحتوي المتحف على عدد من المرافق بالإضافة إلى صالة عرض القطع الأثرية، إذ يحتوي على غرفة سمعية وبصرية، وبوتيك، مقهى وحديقة، ومساحة ثقافية وحرفية تمكن مجموعات من النساء من جميع المناطق والخلفيات العرقية في السنغال من العمل في المتحف وإظهار معرفتهن الواسعة للزوار. كما يزود المتحف النساء بالتعليم والتدريب في مجال محو الأمية والتعليم المدني والحفاظ على البيئة والتثقيف الصحي، ويوفر التدريب على تقنيات الحرف اليدوية. وتوجد أيضًا خدمة مكتبة توثيق ومتخصصة لتوفير قاعدة بيانات عامة ومركز أبحاث.

## فهرس
- أنيت مباي دي إرنفيل، متحف هنرييت باثيلي للمرأة في غوريه : المتحف الأول الخاص في السنغال، ص. 1؛ متحف هنرييت باثيلي لتاريخ المرأة، جوريه: أول متحف خاص في السنغال، ص. 5، برنامج متاحف غرب إفريقيا، العدد 7، 1997.
- جان لوك أنغراند ، أوقات سيجنار، طبعة آن بيبين عام 2006 باللغة الفرنسية.

## روابط خارجية
- الموقع الرسمي
- متحف هنرييت باثيلي: تحدي الرؤية (مقالة في الصفحة الثامنة بجريدة لو كوتيديون في يونيو عام 2006).
- متحف هنرييت باثيليللمرأة. مشروع الاندماج الخاص بالنساء المفضلات (مقال كارو دياني في لوسوليل)